# Семенова Марія Василівна
Марія Василівна Семенова (рос. Мария Васильевна Семёнова, 1 листопада 1958, Ленінград) — російська письменниця-фантастка, авторка детективних та історичних романів, перекладачка. Відома насамперед як авторка циклу творів «Вовкодав»

## Біографія
Народилась в 1958 році в Ленінграді в сім'ї науковців. З дитинства любила читати історичну та пригодницьку літературу, віддаючи перевагу книжкам про вікінгів, пізніше також зацікавилась історичними книжками про життя слов'ян. Також ще в шкільні роки Семенова захопилась літературною творчістю. Після закінчення школи в 1976 році під впливом батьків вступила до Ленінградського інституту авіаційного приладобудування. Ще під час навчання робила спроби опублікувати свої літературні твори, проте обіцянка опублікувати її повість «Кульгавий коваль» у видавництві «Дитяча література» так і залишилась обіцянкою. У 1982 році Семенова закінчила інститут, та влаштувалась на роботу в НДІ спеціалісткою з ЕОМ. У 1985 році вона зробила ще одну спробу опублікувати свій літературний твір, проте виявилось, що його назва («Що таке перемога», сучасна назва «Два королі») стала ідеологічно неприйнятною в рік 40-річчя перемоги СРСР над Німеччиною, тому повість зняли з уже запланованого випуску альманаху «Дружба». Проте вже наступного року за сприяння Радія Погодіна і Валерія Воскобойнікова твори Семенової починають друкувати в ленінградських виданнях для дітей. У 1992 році вона звільняється з НДІ та переходить на роботу перекладачкою у видавництво «Северо-Запад», де займається перекладом переважно англомовних творів фентезі. У роботі перекладачки вона вирішила користуватися псевдонімом «Галя Трубіцина», який є дошлюбним іменем та прізвищем її матері. Паралельно її твори видаються як у петербурзьких видавництвах, так і у видавництвах та періодиці інших міст. У 1995 році виходить друком її роман «Вовкодав», після чого Семенова займається виключно письменницькою діяльністю.

## Літературна творчість
Літературну творчість Марія Семенова розпочала ще в студентські роки, проте перешою її виданою книжкою стала повість «Лебеді відлітають», яка вийшла друком у видавництві «Дитяча література». Протягом кількох наступних років Семенова працювала перекладачкою у видавництві «Северо-Запад», та частина її творів публікувалися видавництвами Санкт-Петербурга та інших міст. Проте після того, як у 1995 році видавництво «Терра-Азбука» надрукувало її роман «Вовкодав», популярність її творів значно зросла. Уже в цьому ж році вийшов друком її роман «Валькірія», а наступного року надруковані її романи «Лебедина дорога», «Два королі», «Вікінги», «Поєдинок зі Змієм». У 1997 році вийшло й продовження «Вовкодава» — роман «Вовкодав: Право на поєдинок». Більшість творів письменниці написані у жанрі фентезі, а сама Марія Семенова вважається засновницею піджанру так званого «слов'янського фентезі», заснованого, на відміну від класичного європейського й американського фентезі, на персонажах і легендах із давньослов'янської міфології. Найвідоміші фентезійні твори письменниці об'єднані в цикл творів про Вовкодава, у якому виділяються два відгалуження — безпосередньо про Вовкодава та про хлопчика-знайду Бусого Вовка. До цього ж жанру належить цикл творів «Аратта», написаний у співавторстві з Анною Гуровою; а також цикл «Брати». Значну частину творів сама письменниця відносить до історичних творів, зокрема цикл творів про вікінгів. Частину творів письменниці відносять до детективного жанру, зокрема цикл творів «Скунс», близькими до нього є також цикли творів «Помилка 2012» та «Кудеяр», написані на межі кількох жанрів. 
Також Марія Семенова видала низку поетичних творів. Крім того, письменниця опублікувала, практично одночасно з початком публікації циклу творів про Вовкодава, енциклопедичний довідник «Ми — слов'яни!», присвячений міфології, релігійним віруванням та побуту давніх слов'ян.

## Нагороди та премії
Марія Семенова у 1996 році стала лауреаткою премії імені Олександра Бєляєва. У 2005 році письменниця стала лауреаткою премії «Аеліта». У 2007 році вона отримала премію журналу «Мир фантастики». Також у 2008 році письменниця стала лауреаткою премії РосКону.

## Переклади
Низка творів Марії Семенової перекладені сербською мовою. Деякі твори письменниці перекладені болгарською та польською мовами.

## Вибрана бібліографія

### Цикл «Вовкодав»
- Волкодав (1995)
- Волкодав. Право на поединок (1996)
- Волкодав-II. Сломанные крылья (1996)
- Волкодав. Истовик-камень (2000)
- Волкодав. Знамение пути (2003)
- Волкодав. Самоцветные горы (2003)
- Там, где лес не растёт (2007)
- Волкодав. Мир по дороге (2014)
- Бусый волк
  - Бусый волк. Кузница ветров (2007) (Співавтор: Дмитро Тедеєв)
  - Бусый волк. Берестяная книга (2009) (Співавтор: Дмитро Тедеєв)

### Цикл «Кудеяр»
- Кудеяр. Аленький цветочек (2001)
- Кудеяр. Вавилонская башня (2006)
- Рукописи не горят (2007)

### Цикл «Помилка 2012»
- Игра нипочём (2008)
- Джокер (2009)
- Новая игра (2010)
- Мизер вчёрную (2011)

### Цикл «Скунс»
- Те же и Скунс (1997)
- Те же и Скунс — 2 (1999)
- Заказ (1999)

### Цикл «Аратта»
- Великая Охота (2017)
- Затмение (2018)
- Змеиное Солнце (2019)

### Цикл «Брати»
- Тайный воин (2015)
- Царский витязь (2018)